# 唐納德鎮區 (阿肯色州富蘭克林縣)
唐納德鎮區（英語：Donald Township）是位於美國阿肯色州富蘭克林縣的一個行政鎮區。

## 地方資料
唐納德鎮區的面積為37.81平方千米，當中陸地面積為37.63平方千米，而水域面積為0.18平方千米。根據2010年美國人口普查的數據，當地共有人口551人，而人口密度為每平方千米14.57人。